# Cristești, Iași
Cristesti là một xã thuộc hạt Iași, România. Dân số thời điểm năm 2002 là 4269 người.